# 品川区立立会小学校
品川区立立会小学校（しながわくりつたちあいしょうがっこう）は、東京都品川区東大井にある区立小学校である。

## 概要
1926年9月12日開校。2024年現在、児童数566名。

### 周辺
- 大井公園
- 鮫洲運動公園
- 海晏寺
- 泊舩寺
- 京浜急行本線 鮫洲駅
- 三菱鉛筆本社

## 教育目標
- 進んで学ぶ子
- 心を磨く子
- 元気でやりぬく子[2]

## 主な年間行事
- １年生 - えんぴつ教室、秋探し
- ２年生 - しながわ水族館見学、秋探し
- ３年生・４年生 - 社会科見学、茶道教室
- ５年生 - 田植え・稲刈り、箏教室、日光林間学園、スチューデントシティ
- ６年生 - 日光移動教室

全体 - ブックフェスタ、演劇鑑賞教室、展覧会、音楽会

## 交通
- JR東日本京浜東北線・東急電鉄大井町線・東京臨海高速鉄道りんかい線 大井町駅　徒歩７分
- 京浜急行電鉄本線鮫洲駅　徒歩３分